# Eryngium monocephalum
Eryngium monocephalum är en flockblommig växtart som beskrevs av Antonio José Cavanilles. Eryngium monocephalum ingår i släktet martornar, och familjen flockblommiga växter. Inga underarter finns listade i Catalogue of Life.